# IC 671
IC 671 ist eine Spiralgalaxie vom Hubble-Typ SAB(r)bc im Sternbild Löwe auf der Ekliptik. Sie ist schätzungsweise 523 Millionen Lichtjahre von der Milchstraße entfernt und hat einen Durchmesser von etwa 200.000 Lichtjahren.

Im selben Himmelsareal befindet sich u. a. die Galaxie NGC 3521, IC 673.
Das Objekt wurde am 11. März 1893 vom französischen Astronomen Stéphane Javelle entdeckt.